# Francesca Curmi
Francesca Curmi (Malta, 7 luglio 2002) è una tennista maltese.

## Biografia
Francesca Curmi ha vinto 4 titoli in singolare e 2 titoli in doppio nel circuito ITF in carriera. L'11 settembre 2023 ha raggiunto il best ranking in singolare, la 299ª posizione mondiale, mentre il 17 luglio 2023 ha raggiunto la 402ª posizione in doppio.
Ha fatto il suo debutto nel circuito maggiore agli Internazionali Femminili di Palermo 2023, dove è stata ripescata come lucky loser dopo aver perso nell'ultimo turno delle qualificazioni. Nel suo primo tabellone principale è stata sconfitta dalla spagnola Cristina Bucșa in tre set.
Fa parte della squadra maltese di Fed Cup, dove ha un bilancio complessivo di 15 vittorie e 4 sconfitte.
Francesca Curmi ha partecipato ai III Giochi olimpici giovanili estivi nel singolare, doppio e doppio misto. Nel doppio ha fatto coppia con la lussemburghese Eléonora Molinaro; le due sono state sconfitte dalla coppia francese Clara Burel e Diane Parry con il punteggio di 4–6, 6–3, [5–10], nel primo turno.
Ha rappresentato Malta ai XIX Giochi del Mediterraneo tenutosi a Orano, in Algeria, dove con Elaine Genovese ha vinto la medaglia d'argento nel doppio. È stata una delle portatrici della bandiera durante la cerimonia d'inizio.

## Statistiche ITF

### Singolare

#### Vittorie (4)
| Torneo $100.000 (0) |
| Torneo $80.000 (0)  |
| Torneo $60.000 (0)  |
| Torneo $40.000 (0)  |
| Torneo $25.000 (2)  |
| Torneo $15.000 (2)  |

| N. | Data           | Torneo                                                      | Superficie  | Avversaria in finale  | Punteggio     |
| 1. | 12 giugno 2022 | Magic Hotel Tours, Monastir                                 | Cemento     | Yao Xinxin            | 6-2, 6-4      |
| 2. | 19 giugno 2022 | Magic Hotel Tours, Monastir                                 | Cemento     | Sayaka Ishii          | 6-2, 4-6, 7-5 |
| 3. | 7 maggio 2023  | Torneig Internacional Femeni de Pola Giverola, Tossa de Mar | Sintetico   | Georgina García Pérez | 6-2, 7-6(2)   |
| 4. | 20 luglio 2025 | Darmstadt Tennis International, Darmstadt                   | Terra rossa | Josy Daems            | 6-2, 6-0      |

#### Sconfitte (4)
| Torneo $100.000 (0) |
| Torneo $80.000 (0)  |
| Torneo $60.000 (0)  |
| Torneo $40.000 (2)  |
| Torneo $25.000 (0)  |
| Torneo $15.000 (2)  |

| N. | Data             | Torneo                               | Superficie  | Avversaria in finale | Punteggio     |
| 1. | 28 febbraio 2021 | Magic Tours, Monastir                | Cemento     | Weronika Falkowska   | 2-6, 0-6      |
| 2. | 17 aprile 2022   | Magic Hotel Tours, Monastir          | Cemento     | Angelica Raggi       | 3-6, 6-3, 5-7 |
| 3. | 17 novembre 2024 | Madeira Ladies Open, Funchal         | Cemento     | Krystina Dzmitruk    | 1-6, 2-3 rit. |
| 4. | 5 aprile 2025    | Engie Open Nantes Atlantique, Nantes | Cemento (i) | Talia Gibson         | 6-3, 5-7, 1-6 |

### Doppio

#### Vittorie (2)
| Torneo $100.000 (0) |
| Torneo $80.000 (0)  |
| Torneo $60.000 (0)  |
| Torneo $40.000 (0)  |
| Torneo $25.000 (2)  |
| Torneo $15.000 (0)  |

| N. | Data           | Torneo                                             | Superficie | Compagna             | Avversarie in finale      | Punteggio |
| 1. | 26 agosto 2022 | Torneo Internacional Femenino Ciudad de Vigo, Vigo | Cemento    | Elaine Genovese      | Olga Helmi Kathleen Kanev | 6–0, 6-3  |
| 2. | 23 marzo 2024  | ITF WTT Kaeline Pro Series, Larnaca                | Cemento    | Despoina Papamichaīl | Leonie Küng Eliz Maloney  | 6-3, 6-2  |

#### Sconfitte (3)
| Torneo $125.000 (0) |
| Torneo $80.000 (0)  |
| Torneo $60.000 (0)  |
| Torneo $40.000 (0)  |
| Torneo $25.000 (1)  |
| Torneo $15.000 (0)  |

| N. | Data            | Torneo                                             | Superficie | Compagna           | Avversarie in finale           | Punteggio        |
| 1. | 9 novembre 2019 | GD Tennis Cup Series, Adalia                       | Cemento    | Paula Arias Manjón | Johana Markova Nika Radišić    | 2-6, 6-4, [9–11] |
| 2. | 28 maggio 2022  | Torneig Arcadi Manchón, Santa Margarida de Montbui | Cemento    | Mihaela Đaković    | Shin Ji-ho Celine Simunyu      | 6(3)-7, 3-6      |
| 3. | 16 marzo 2024   | ITF WTT Kaeline Pro Series, Larnaca                | Cemento    | Cristina Dinu      | Tena Lukas Kristina Mladenovic | 4-6, 5-7         |